# 毛蕊乳香树
毛蕊乳香树是橄榄科乳香树属植物，原产索马里、埃塞俄比亚东南部和肯尼亚东北部。其所产乳香可用于熏香、咀嚼。与大多数乳香树属植物不同，毛蕊乳香树的雄蕊和雌蕊都密被柔毛。
种加词是纪念意大利植物学家多梅尼科·里瓦（Domenico Riva）。